# کارکس آکوتا
کارکس آکوتا (نام علمی: Carex acuta) نام یک گونه از سرده جگن است.